# Torneo masculino de waterpolo en los Juegos Olímpicos de Río de Janeiro 2016
El torneo masculino de waterpolo en los Juegos Olímpicos de Río de Janeiro 2016 se realizó en el Estadio Olímpico de Deportes Acuáticos y en el Parque Acuático María Lenk de Río de Janeiro del 6 al 20 de agosto de 2016.

## Calendario
| FG | Fase de grupos | ¼ | Cuartos de final | ½ | Semifinales | 3° | Tercer lugar | F | Final |

| Evento↓/Fecha →  | Sab 6 | Dom 7 | Lun 8 | Mar 9 | Mie 10 | Jue 11 | Vie 12 | Sab 13 | Dom 14 | Lun 15 | Mar 16 | Mie 17 | Jue 18 | Vie 19 | Vie 19 | Sab 20 | Sab 20 |
| ---------------- | ----- | ----- | ----- | ----- | ------ | ------ | ------ | ------ | ------ | ------ | ------ | ------ | ------ | ------ | ------ | ------ | ------ |
| Torneo masculino | FG    |       | FG    |       | FG     |        | FG     |        | FG     |        | ¼      |        | ½      |        |        | 3°     | F      |

### Formato de competición
En la fase preliminar 12 equipos estuvieron divididos en dos grupos de 6. Se jugó un partido contra cada equipo dentro del mismo grupo.
Los primeros 4 de cada grupo avanzaron a cuartos de final, los restantes equipos quedaron eliminados. Los ganadores de cuartos de final avanzaron a semifinales, y los ganadores de estas disputaron la medalla de oro mientras quienes perdieron en semifinales lucharon por la medalla de bronce.

## Clasificación
| Competición                      | Fecha                             | Sede                | Plazas | Equipos clasificados          |
| -------------------------------- | --------------------------------- | ------------------- | ------ | ----------------------------- |
| País anfitrión                   | –                                 | –                   | 1      | Brasil                        |
| Final de la Liga Mundial         | 23 – 28 de junio de 2015          | Bérgamo · ( Italia) | 1      | Serbia                        |
| Juegos Panamericanos             | 7 – 15 de julio de 2015           | Toronto · ( Canadá) | 1      | Estados Unidos                |
| Campeonato Mundial               | 27 de julio – 8 de agosto de 2015 | Kazán · ( Rusia)    | 2      | Croacia Grecia                |
| Torneo asiático de clasificación | 16 – 20 de diciembre de 2015      | Foshan ( China)     | 1      | Japón                         |
| Campeonato Europeo               | 10 – 23 de enero de 2016          | Belgrado ( Serbia)  | 1      | Montenegro                    |
| Oceanía                          | –                                 | –                   | 1      | Australia                     |
| Torneo africano de clasificación | –                                 | –                   | 1      | –                             |
| Torneo Preolímpico               | 3 – 10 de abril de 2016           | Trieste · ( Italia) | 4      | Hungría Italia España Francia |
| TOTAL                            |                                   |                     | 12     | 12                            |

1. ↑  No hubo torneo africano por falta de equipos participantes.
2. ↑  12 selecciones participantes, divididas en dos grupos:
Grupo A –  Rusia,  Eslovaquia,  Francia,  Hungría,  Rumanía y  Canadá
 Grupo B –  Italia,  Sudáfrica,  España,  Países Bajos,  Alemania y  Kazajistán.

## Árbitros
Los siguientes árbitros fueron seleccionados para el torneo.
| - Germán Moller - Daniel Flahive - Mark Koganov - Fabio Toffoli - Marie-Claude Deslières - Ni Shi Wei - Nenad Peris - Hatem Gaber | - Benjamin Mercier - Georgios Stavridis - Péter Molnár - Masoud Rezvani - Fillippo Gómez - Tadao Tahara - Stanko Ivanovski - Diana Dutilh-Dumas | - Radosław Koryzna - Adrian Alexandrescu - Sergey Naumov - Vojin Putniković - Boris Margeta - Dion Willis - Xavier Buch - Joseph Peila |

## Fase de grupos

### Grupos
| Grupo A   | Grupo B        |
| --------- | -------------- |
| Serbia    | Estados Unidos |
| Grecia    | España         |
| Brasil    | Francia        |
| Australia | Montenegro     |
| Japón     | Italia         |
| Hungría   | Croacia        |

### Grupo A
- Los horarios corresponden al huso horario local UTC -03:00

| Pos | Países    | J | G | E | P | GF | GC | DG  | Puntos |
| --- | --------- | - | - | - | - | -- | -- | --- | ------ |
| 1   | Hungría   | 5 | 2 | 3 | 0 | 49 | 35 | 14  | 7      |
| 2   | Grecia    | 5 | 2 | 2 | 1 | 33 | 32 | 1   | 6      |
| 3   | Brasil    | 5 | 3 | 0 | 2 | 40 | 39 | 1   | 6      |
| 4   | Serbia    | 5 | 2 | 2 | 1 | 49 | 44 | 5   | 6      |
| 5   | Australia | 5 | 2 | 1 | 2 | 44 | 40 | 4   | 5      |
| 6   | Japón     | 5 | 0 | 0 | 5 | 36 | 61 | -25 | 0      |

|  | Clasificado para los cuartos de final |

* Reglas de desempate entre equipos con el mismo número de puntos:
1. Goles marcados en todos los partidos.

#### Resultados

##### Jornada 1
| 6 de agosto de 2016, 9:00 | Serbia      | 13 : 13                        | Hungría       | Parque Acuático María Lenk, Río de Janeiro       |                                                  |
|                           | Filipović 3 | ( 3:5, 3:4, 3:2, 4:2 ) Reporte | 3 Hosnyánszky | Árbitro(s): Adrian Alexandrescu Radosław Koryzna | Árbitro(s): Adrian Alexandrescu Radosław Koryzna |

| 6 de agosto de 2016, 13:00 | Grecia         | 8 : 7                          | Japón               | Parque Acuático María Lenk, Río de Janeiro |                                            |
|                            | Vlachopoulos 3 | ( 2:2, 2:1, 0:4, 4:0 ) Reporte | 2 Okawa, Koji, Arai | Árbitro(s): Sergey Naumov Stanko Ivanovski | Árbitro(s): Sergey Naumov Stanko Ivanovski |

| 6 de agosto de 2016, 20:50 | Brasil           | 8 : 7                          | Australia             | Parque Acuático María Lenk, Río de Janeiro |                                        |
|                            | Baches Delgado 3 | ( 3:2, 2:1, 2:2, 1:2 ) Reporte | 2 Campbell, Cotterill | Árbitro(s): Fillippo Gómez Xavier Buch     | Árbitro(s): Fillippo Gómez Xavier Buch |

##### Jornada 2
| 8 de agosto de 2016, 9:00 | Serbia      | 9 : 9                          | Grecia       | Parque Acuático María Lenk, Río de Janeiro |                                       |
|                           | Filipović 2 | ( 1:2, 0:2, 4:3, 4:2 ) Reporte | 4 Fountoulis | Árbitro(s): Mark Koganov Joseph Peila      | Árbitro(s): Mark Koganov Joseph Peila |

| 8 de agosto de 2016, 13:00 | Hungría               | 9 : 9                          | Australia  | Parque Acuático María Lenk, Río de Janeiro |                                          |
|                            | Vámos, Varga, Harai 2 | ( 4:3, 2:2, 1:3, 2:1 ) Reporte | 4 Campbell | Árbitro(s): Boris Margeta Fillippo Gómez   | Árbitro(s): Boris Margeta Fillippo Gómez |

| 8 de agosto de 2016, 19:30 | Japón                 | 8 : 16                         | Brasil  | Parque Acuático María Lenk, Río de Janeiro |                                     |
|                            | Shiga, Takei, Okawa 2 | ( 2:5, 1:3, 4:4, 1:4 ) Reporte | 5 Vrlić | Árbitro(s): Nenad Peris Xavier Buch        | Árbitro(s): Nenad Peris Xavier Buch |

##### Jornada 3
| 10 de agosto de 2016, 9:00 | Australia | 8 : 6                          | Japón          | Parque Acuático María Lenk, Río de Janeiro |                                      |
|                            | Kayes 4   | ( 1:2, 2:1, 3:2, 2:1 ) Reporte | 2 Takei, Okawa | Árbitro(s): Xavier Buch Joseph Peila       | Árbitro(s): Xavier Buch Joseph Peila |

| 10 de agosto de 2016, 10:20 | Grecia         | 8 : 8                          | Hungría | Parque Acuático María Lenk, Río de Janeiro |                                      |
|                             | Vlachopoulos 3 | ( 1:2, 1:1, 4:2, 2:3 ) Reporte | 3 Hárai | Árbitro(s): Nenad Peris Mark Koganov       | Árbitro(s): Nenad Peris Mark Koganov |

| 10 de agosto de 2016, 19:30 | Brasil  | 6 : 5                          | Serbia | Parque Acuático María Lenk, Río de Janeiro |                                         |
|                             | Vrlić 2 | ( 0:2, 3:1, 2:0, 1:2 ) Reporte |        | Árbitro(s): Benjamin Mercier Ni Shi Wei    | Árbitro(s): Benjamin Mercier Ni Shi Wei |

##### Jornada 4
| 12 de agosto de 2016, 09:00 | Hungría | 17 : 7                         | Japón   | Parque Acuático María Lenk, Río de Janeiro  |                                             |
|                             | Kis 5   | ( 5:1, 6:2, 2:2, 4:2 ) Reporte | 3 Takei | Árbitro(s): Stanko Ivanovski Masoud Rezvani | Árbitro(s): Stanko Ivanovski Masoud Rezvani |

| 12 de agosto de 2016, 19:30 | Grecia                         | 9 : 4                          | Brasil  | Parque Acuático María Lenk, Río de Janeiro |                                         |
|                             | Fountoulis, Dervisis, Gounas 2 | ( 3:1, 1:1, 3:2, 2:0 ) Reporte | 2 Silva | Árbitro(s): Boris Margeta Sergey Naumov    | Árbitro(s): Boris Margeta Sergey Naumov |

| 12 de agosto de 2016, 22:10 | Serbia                       | 10 : 8                         | Australia   | Parque Acuático María Lenk, Río de Janeiro  |                                             |
|                             | Prlainović, Nikić, Aleksić 2 | ( 2:2, 2:3, 2:1, 4:2 ) Reporte | 2 Cotterill | Árbitro(s): Adrian Alexandrescu Xavier Buch | Árbitro(s): Adrian Alexandrescu Xavier Buch |

##### Jornada 5
| 14 de agosto de 2016, 14:10 | Australia           | 12 : 7                         | Grecia       | Estadio Olímpico Acuático, Río de Janeiro |                                         |
|                             | Howden, Cotterill 3 | ( 5:3, 5:1, 0:1, 2:2 ) Reporte | 3 Fountoulis | Árbitro(s): Fillippo Gómez Joseph Peila   | Árbitro(s): Fillippo Gómez Joseph Peila |

| 14 de agosto de 2016, 19:30 | Serbia      | 12 : 8                         | Japón   | Estadio Olímpico Acuático, Río de Janeiro |                                          |
|                             | Filipović 6 | ( 2:5, 3:0, 4:2, 3:1 ) Reporte | 5 Takei | Árbitro(s): Nenad Peris Benjamin Mercier  | Árbitro(s): Nenad Peris Benjamin Mercier |

| 14 de agosto de 2016, 20:50 | Brasil                 | 6 : 10                         | Hungría                     | Estadio Olímpico Acuático, Río de Janeiro |                                          |
|                             | Perrone, Oneto Gomes 2 | ( 0:3, 1:2, 3:3, 2:2 ) Reporte | 2 Vámos, Hosnyánszky, Hárai | Árbitro(s): Xavier Buch Stanko Ivanovski  | Árbitro(s): Xavier Buch Stanko Ivanovski |

### Grupo B
- Los horarios corresponden al huso horario local UTC -03:00

| Pos | Países         | J | G | E | P | GF | GC | DG  | Puntos |
| --- | -------------- | - | - | - | - | -- | -- | --- | ------ |
| 1   | España         | 5 | 3 | 1 | 1 | 46 | 35 | 11  | 7      |
| 2   | Croacia        | 5 | 3 | 0 | 2 | 37 | 37 | 0   | 6      |
| 3   | Italia         | 5 | 3 | 0 | 2 | 40 | 41 | -1  | 6      |
| 4   | Montenegro     | 5 | 2 | 1 | 2 | 36 | 32 | 4   | 5      |
| 5   | Estados Unidos | 5 | 2 | 0 | 3 | 35 | 35 | 0   | 4      |
| 6   | Francia        | 5 | 1 | 0 | 4 | 28 | 42 | -14 | 2      |

|  | Clasificado para los cuartos de final |

* Reglas de desempate entre equipos con el mismo número de puntos:
1. Goles marcados en todos los partidos.

#### Resultados

##### Jornada 1
| 6 de agosto de 2016, 10:20 | Estados Unidos | 5 : 7                          | Croacia          | Parque Acuático María Lenk, Río de Janeiro |                                          |
|                            | Azevedo 2      | ( 2:2, 1:1, 1:2, 1:2 ) Reporte | 2 Joković, Šetka | Árbitro(s): Boris Margeta Daniel Flahive   | Árbitro(s): Boris Margeta Daniel Flahive |

| 6 de agosto de 2016, 11:40 | España        | 8 : 9                          | Italia                 | Parque Acuático María Lenk, Río de Janeiro      |                                                 |
|                            | Molina Ríos 4 | ( 3:2, 2:1, 1:2, 2:4 ) Reporte | 3 Figlioli, Presciutti | Árbitro(s): Vojin Putniković Georgios Stavridis | Árbitro(s): Vojin Putniković Georgios Stavridis |

| 6 de agosto de 2016, 13:00 | Francia | 4 : 7                          | Montenegro | Parque Acuático María Lenk, Río de Janeiro |                                       |
|                            |         | ( 0:2, 0:3, 1:0, 3:2 ) Reporte | 3 Radović  | Árbitro(s): Mark Koganov Péter Molnár      | Árbitro(s): Mark Koganov Péter Molnár |

##### Jornada 2
| 8 de agosto de 2016, 10:20 | Italia    | 11 : 8                         | Francia                   | Parque Acuático María Lenk, Río de Janeiro |                                            |
|                            | Aicardi 4 | ( 4:3, 4:1, 1:2, 2:2 ) Reporte | 2 Kovacevic, Simon, Blary | Árbitro(s): Radosław Koryzna Sergey Naumov | Árbitro(s): Radosław Koryzna Sergey Naumov |

| 8 de agosto de 2016, 11:40 | Estados Unidos | 9 : 10                         | España      | Parque Acuático María Lenk, Río de Janeiro   |                                              |
|                            | Bonanni 4      | ( 2:4, 3:1, 2:3, 2:2 ) Reporte | 3 Echenique | Árbitro(s): Adrian Alexandrescu Péter Molnár | Árbitro(s): Adrian Alexandrescu Péter Molnár |

| 8 de agosto de 2016, 20:50 | Croacia                | 8 : 7                          | Montenegro          | Parque Acuático María Lenk, Río de Janeiro    |                                               |
|                            | Lončar, Sukno, Bukić 2 | ( 2:2, 2:1, 1:2, 3:2 ) Reporte | 2 Janović, Brguljan | Árbitro(s): Georgios Stavridis Daniel Flahive | Árbitro(s): Georgios Stavridis Daniel Flahive |

##### Jornada 3
| 10 de agosto de 2016, 11:40 | Francia | 3 : 6                          | Estados Unidos | Parque Acuático María Lenk, Río de Janeiro    |                                               |
|                             |         | ( 1:1, 0:4, 0:0, 2:1 ) Reporte | 3 Samuels      | Árbitro(s): Germán Moller Adrian Alexandrescu | Árbitro(s): Germán Moller Adrian Alexandrescu |

| 10 de agosto de 2016, 13:00 | Montenegro | 5 : 6                          | Italia      | Parque Acuático María Lenk, Río de Janeiro  |                                             |
|                             | Brguljan 2 | ( 1:2, 1:1, 0:1, 3:2 ) Reporte | 3 Di Fulvio | Árbitro(s): Péter Molnár Georgios Stavridis | Árbitro(s): Péter Molnár Georgios Stavridis |

| 10 de agosto de 2016, 20:50 | España      | 9 : 4                          | Croacia | Parque Acuático María Lenk, Río de Janeiro |                                            |
|                             | Echenique 4 | ( 2:0, 2:1, 1:2, 4:1 ) Reporte |         | Árbitro(s): Boris Margeta Radosław Koryzna | Árbitro(s): Boris Margeta Radosław Koryzna |

##### Jornada 4
| 12 de agosto de 2016, 10:20 | Croacia | 10 : 7                        | Italia  | Parque Acuático María Lenk, Río de Janeiro |                                         |
|                             | Sukno 5 | ( 1:, 4:3, 3:2, 2:1 ) Reporte | 2 Gallo | Árbitro(s): Mark Koganov Daniel Flahive    | Árbitro(s): Mark Koganov Daniel Flahive |

| 12 de agosto de 2016, 11:40 | Estados Unidos | 5 : 8                          | Montenegro | Parque Acuático María Lenk, Río de Janeiro      |                                                 |
|                             | Samuels 2      | ( 1:2, 0:0, 2:2, 2:4 ) Reporte | 2 Brguljan | Árbitro(s): Radosław Koryzna Georgios Stavridis | Árbitro(s): Radosław Koryzna Georgios Stavridis |

| 12 de agosto de 2016, 20:50 | España      | 10 : 4                         | Francia      | Parque Acuático María Lenk, Río de Janeiro |                                        |
|                             | Echenique 3 | ( 3:1, 3:0, 1:1, 3:2 ) Reporte | 2 Crousillat | Árbitro(s): Fabio Toffoli Péter Molnár     | Árbitro(s): Fabio Toffoli Péter Molnár |

##### Jornada 5
| 14 de agosto de 2016, 12:50 | Montenegro                   | 9 : 9                          | España        | Estadio Olímpico Acuático, Río de Janeiro  |                                            |
|                             | Radović, Janović, Brguljan 2 | ( 2:2, 3:2, 2:4, 2:1 ) Reporte | 2 Molina Ríos | Árbitro(s): Sergey Naumov Radosław Koryzna | Árbitro(s): Sergey Naumov Radosław Koryzna |

| 14 de agosto de 2016, 15:30 | Estados Unidos                     | 10 : 7                         | Italia                | Estadio Olímpico Acuático, Río de Janeiro  |                                            |
|                             | Samuels, Azevedo, Bonanni, Obert 2 | ( 2:4, 3:2, 3:1, 2:0 ) Reporte | 2 Figlioli, Di Fulvio | Árbitro(s): Boris Margeta Vojin Putniković | Árbitro(s): Boris Margeta Vojin Putniković |

| 14 de agosto de 2016, 16:50 | Francia    | 9 : 8                          | Croacia | Estadio Olímpico Acuático, Río de Janeiro |                                    |
|                             | Marzouki 3 | ( 3:2, 3:3, 2:1, 1:2 ) Reporte | 3 Sukno | Árbitro(s): Ni Shi Wei Hatem Gaber        | Árbitro(s): Ni Shi Wei Hatem Gaber |

## Fase Final

### Medallero
| Evento | Oro                     | Plata                       | Bronce                                 |
| ------ | ----------------------- | --------------------------- | -------------------------------------- |
|        | Campeón Olímpico Serbia | Subcampeón Olímpico Croacia | Ganador de la Medalla de Bronce Italia |

### Cuadro de eliminatorias
|  | Quinto puesto                        | Quinto puesto                        |                                      |         | Crossover                            | Crossover                            |                                      |                                      | Cuartos de final                     | Cuartos de final |        |            | Semifinales                          | Semifinales                          |  |  | Final                                | Final                                |
|  |                                      |                                      |                                      |         |                                      |                                      |                                      |                                      |                                      |                  |        |            |                                      |                                      |  |  |                                      |                                      |
|  |                                      |                                      |                                      |         |                                      |                                      |                                      |                                      | 16 agosto, Estadio Olímpico Acuático |                  |        |            |                                      |                                      |  |  |                                      |                                      |
|  |                                      |                                      |                                      |         |                                      |                                      |                                      |                                      |                                      |                  |        |            |                                      |                                      |  |  |                                      |                                      |
|  | 20 agosto, Estadio Olímpico Acuático | 20 agosto, Estadio Olímpico Acuático |                                      |         | 18 agosto, Estadio Olímpico Acuático | 18 agosto, Estadio Olímpico Acuático |                                      |                                      | Hungría                              | 9 (2)            |        |            | 18 agosto, Estadio Olímpico Acuático | 18 agosto, Estadio Olímpico Acuático |  |  | 20 agosto, Estadio Olímpico Acuático | 20 agosto, Estadio Olímpico Acuático |
|  | 20 agosto, Estadio Olímpico Acuático | 20 agosto, Estadio Olímpico Acuático |                                      |         | 18 agosto, Estadio Olímpico Acuático | 18 agosto, Estadio Olímpico Acuático |                                      |                                      | Hungría                              | 9 (2)            |        |            | 18 agosto, Estadio Olímpico Acuático | 18 agosto, Estadio Olímpico Acuático |  |  | 20 agosto, Estadio Olímpico Acuático | 20 agosto, Estadio Olímpico Acuático |
|  | 20 agosto, Estadio Olímpico Acuático | 20 agosto, Estadio Olímpico Acuático |                                      |         | 18 agosto, Estadio Olímpico Acuático | 18 agosto, Estadio Olímpico Acuático | Montenegro (pen.)                    | 9 (4)                                |                                      |                  |        |            | 18 agosto, Estadio Olímpico Acuático | 18 agosto, Estadio Olímpico Acuático |  |  | 20 agosto, Estadio Olímpico Acuático | 20 agosto, Estadio Olímpico Acuático |
|  | 20 agosto, Estadio Olímpico Acuático | 20 agosto, Estadio Olímpico Acuático |                                      | Hungría | 13                                   |                                      | Montenegro (pen.)                    | 9 (4)                                |                                      |                  |        | Montenegro | 8                                    |                                      |  |  | 20 agosto, Estadio Olímpico Acuático | 20 agosto, Estadio Olímpico Acuático |
|  | 20 agosto, Estadio Olímpico Acuático | 20 agosto, Estadio Olímpico Acuático | 16 agosto, Estadio Olímpico Acuático | Hungría | 13                                   |                                      |                                      |                                      |                                      |                  |        | Montenegro | 8                                    |                                      |  |  | 20 agosto, Estadio Olímpico Acuático | 20 agosto, Estadio Olímpico Acuático |
|  | 20 agosto, Estadio Olímpico Acuático | 20 agosto, Estadio Olímpico Acuático |                                      |         | Brasil                               | 4                                    |                                      |                                      | Croacia                              | 12               |        |            |                                      |                                      |  |  | 20 agosto, Estadio Olímpico Acuático | 20 agosto, Estadio Olímpico Acuático |
|  | 20 agosto, Estadio Olímpico Acuático | 20 agosto, Estadio Olímpico Acuático | Croacia                              | 10      | Brasil                               | 4                                    |                                      |                                      | Croacia                              | 12               |        |            |                                      |                                      |  |  | 20 agosto, Estadio Olímpico Acuático | 20 agosto, Estadio Olímpico Acuático |
|  | 20 agosto, Estadio Olímpico Acuático | 20 agosto, Estadio Olímpico Acuático | Croacia                              | 10      |                                      |                                      |                                      |                                      |                                      |                  |        |            |                                      |                                      |  |  | 20 agosto, Estadio Olímpico Acuático | 20 agosto, Estadio Olímpico Acuático |
|  | 20 agosto, Estadio Olímpico Acuático | 20 agosto, Estadio Olímpico Acuático |                                      |         | Brasil                               | 6                                    |                                      |                                      |                                      |                  |        |            |                                      |                                      |  |  | 20 agosto, Estadio Olímpico Acuático | 20 agosto, Estadio Olímpico Acuático |
|  | Hungría                              | 12                                   |                                      |         | Brasil                               | 6                                    | Croacia                              | 7                                    |                                      |                  |        |            |                                      |                                      |  |  |                                      |                                      |
|  | Hungría                              | 12                                   | 16 agosto, Estadio Olímpico Acuático |         |                                      |                                      | Croacia                              | 7                                    |                                      |                  |        |            |                                      |                                      |  |  |                                      |                                      |
|  | Grecia                               | 10                                   |                                      |         | Serbia                               | 11                                   |                                      |                                      |                                      |                  |        |            |                                      |                                      |  |  |                                      |                                      |
|  | Grecia                               | 10                                   | Grecia                               | 5       | Serbia                               | 11                                   |                                      |                                      |                                      |                  |        |            |                                      |                                      |  |  |                                      |                                      |
|  |                                      |                                      | Grecia                               | 5       | 18 agosto, Estadio Olímpico Acuático | 18 agosto, Estadio Olímpico Acuático | 18 agosto, Estadio Olímpico Acuático | 18 agosto, Estadio Olímpico Acuático |                                      |                  |        |            |                                      |                                      |  |  |                                      |                                      |
|  |                                      |                                      | Italia                               | 9       | 18 agosto, Estadio Olímpico Acuático | 18 agosto, Estadio Olímpico Acuático | 18 agosto, Estadio Olímpico Acuático | 18 agosto, Estadio Olímpico Acuático |                                      |                  |        |            |                                      |                                      |  |  |                                      |                                      |
|  | Séptimo puesto                       | Séptimo puesto                       | Italia                               | 9       | Grecia                               | 9                                    |                                      |                                      |                                      |                  | Italia | 8          | Tercer puesto                        | Tercer puesto                        |  |  |                                      |                                      |
|  | Séptimo puesto                       | Séptimo puesto                       | 16 agosto, Estadio Olímpico Acuático |         | Grecia                               | 9                                    |                                      |                                      |                                      |                  | Italia | 8          | Tercer puesto                        | Tercer puesto                        |  |  |                                      |                                      |
|  | 20 agosto, Estadio Olímpico Acuático | 20 agosto, Estadio Olímpico Acuático |                                      |         | España                               | 7                                    |                                      |                                      | Serbia                               | 10               |        |            | 20 agosto, Estadio Olímpico Acuático | 20 agosto, Estadio Olímpico Acuático |  |  |                                      |                                      |
|  | Brasil                               | 8                                    | España                               | 7       | España                               | 7                                    | Montenegro                           | 10                                   | Serbia                               | 10               |        |            |                                      |                                      |  |  |                                      |                                      |
|  | Brasil                               | 8                                    | España                               | 7       |                                      |                                      | Montenegro                           | 10                                   |                                      |                  |        |            |                                      |                                      |  |  |                                      |                                      |
|  | España                               | 9                                    |                                      |         | Serbia                               | 10                                   |                                      |                                      | Italia                               | 12               |        |            |                                      |                                      |  |  |                                      |                                      |
|  | España                               | 9                                    |                                      |         | Serbia                               | 10                                   |                                      |                                      | Italia                               | 12               |        |            |                                      |                                      |  |  |                                      |                                      |

#### Cuartos de final
| 16 de agosto de 2016, 11:00 Partido 31 | Hungría         | 9 : 9 ( pen. 2-4 )             | Montenegro | Estadio Olímpico Acuático, Río de Janeiro |                                       |
|                                        | Balázs, Vámos 3 | ( 1:2, 2:3, 3:3, 3:1 ) Reporte | 3 Ivović   | Árbitro(s): Mark Koganov Joseph Peila     | Árbitro(s): Mark Koganov Joseph Peila |

| 16 de agosto de 2016, 12:20 Partido 34 | Serbia   | 10 : 7                         | España        | Estadio Olímpico Acuático, Río de Janeiro   |                                             |
|                                        | Mandić 4 | ( 3:1, 4:2, 0:2, 3:2 ) Reporte | 3 Molina Ríos | Árbitro(s): Daniel Flahive Radosław Koryzna | Árbitro(s): Daniel Flahive Radosław Koryzna |

| 16 de agosto de 2016, 15:10 Partido 33 | Brasil  | 6 : 10                         | Croacia                 | Estadio Olímpico Acuático, Río de Janeiro        |                                                  |
|                                        | Gomes 3 | ( 2:3, 1:4, 3:1, 0:2 ) Reporte | 3 Joković, García Gadea | Árbitro(s): Adrian Alexandrescu Benjamin Mercier | Árbitro(s): Adrian Alexandrescu Benjamin Mercier |

| 16 de agosto de 2016, 16:30 Partido 32 | Grecia                 | 5 : 9                          | Italia     | Estadio Olímpico Acuático, Río de Janeiro |                                         |
|                                        | Fountoulis, Mourikis 2 | ( 0:2, 2:2, 1:2, 2:3 ) Reporte | 3 Figlioli | Árbitro(s): Boris Margeta Sergey Naumov   | Árbitro(s): Boris Margeta Sergey Naumov |

#### Eliminatoria 5º al 8º
| 18 de agosto de 2016, 11:00 Partido 35 | Hungría  | 13 : 4                         | Brasil   | Estadio Olímpico Acuático, Río de Janeiro |                                           |
|                                        | Balázs 4 | ( 4:1, 3:0, 4:3, 2:0 ) Reporte | 2 Baches | Árbitro(s): Fillippo Gómez Masoud Rezvani | Árbitro(s): Fillippo Gómez Masoud Rezvani |

| 18 de agosto de 2016, 15:10 Partido 36 | Grecia                 | 9 : 7                          | España        | Estadio Olímpico Acuático, Río de Janeiro |                                       |
|                                        | Mourikis, Afroudakis 2 | ( 1:0, 2:1, 4:3, 2:3 ) Reporte | 4 Molina Ríos | Árbitro(s): Boris Margeta Nenad Peris     | Árbitro(s): Boris Margeta Nenad Peris |

#### Semifinales
| 18 de agosto de 2016, 12:20 Partido 37 | Montenegro         | 8 : 12                         | Croacia  | Estadio Olímpico Acuático, Río de Janeiro    |                                              |
|                                        | Brguljan, Ivović 3 | ( 3:4, 2:3, 1:1, 2:4 ) Reporte | 4 Bušlje | Árbitro(s): Adrian Alexandrescu Joseph Peila | Árbitro(s): Adrian Alexandrescu Joseph Peila |

| 18 de agosto de 2016, 16:30 Partido 38 | Italia                       | 8 : 10                         | Serbia                         | Estadio Olímpico Acuático, Río de Janeiro     |                                               |
|                                        | Gallo, Presciutti, Velotto 2 | ( 0:3, 2:3, 0:1, 6:3 ) Reporte | 2 Filipović, Prlainović, Nikić | Árbitro(s): Daniel Flahive Georgios Stavridis | Árbitro(s): Daniel Flahive Georgios Stavridis |

#### 7º y 8º Puesto
| 20 de agosto de 2016, 11:40 Partido 39 | Brasil                    | 8 : 9                          | España                               | Estadio Olímpico Acuático, Río de Janeiro     |                                               |
|                                        | Gomes, Silva, Guimarães 2 | ( 1:3, 2:1, 1:2, 4:3 ) Reporte | 2 Minguell, Sziranyi Somogyi, Tahull | Árbitro(s): Vojin Putniković Stanko Ivanovski | Árbitro(s): Vojin Putniković Stanko Ivanovski |

#### 5º y 6º Puesto
| 20 de agosto de 2016, 16:30 Partido 40 | Hungría        | 12 : 10                        | Grecia                                          | Estadio Olímpico Acuático, Río de Janeiro |                                       |
|                                        | Kis, Zalánki 3 | ( 2:1, 4:4, 3:3, 3:2 ) Reporte | 2 Mylonakis, Afroudakis, - Vlachopoulos, Gounas | Árbitro(s): Mark Koganov Joseph Peila     | Árbitro(s): Mark Koganov Joseph Peila |

#### Medalla de Bronce
| 20 de agosto de 2016, 13:00 Partido 41 | Montenegro | 10 : 12                        | Italia       | Estadio Olímpico Acuático, Río de Janeiro |                                         |
|                                        | Janović 3  | ( 1:2, 3:3, 3:4, 3:3 ) Reporte | 4 Presciutti | Árbitro(s): Boris Margeta Sergey Naumov   | Árbitro(s): Boris Margeta Sergey Naumov |

#### Medalla de Oro
| 20 de agosto de 2016, 17:50 Partido 42 | Croacia | 7 : 11                         | Serbia   | Estadio Olímpico Acuático, Río de Janeiro   |                                             |
|                                        | Sukno 3 | ( 2:3, 1:3, 2:3, 2:2 ) Reporte | 4 Mandic | Árbitro(s): Georgios Stavridis Peter Molnar | Árbitro(s): Georgios Stavridis Peter Molnar |